# 마리오&루이지 RPG
《마리오&루이지 RPG》(일본어: マリオ&ルイージRPG)는 알파드림이 개발하고 닌텐도가 배급하는 비디오 게임 시리즈이다.

## 시리즈 목록
- 마리오&루이지 RPG (2003)
- 마리오&루이지 RPG 시간의 파트너 (2005)
- 마리오&루이지 RPG 3 쿠파 몸속 대모험 (2009)
- 마리오&루이지 RPG 4 드림 어드벤처 (2013)
- 마리오&루이지 RPG 페이퍼 마리오 MIX (2015)
- 마리오&루이지 RPG 1 DX (2017)
- 마리오&루이지 RPG 3 DX (2018)